# Renzo Manzoni
Renzo Manzoni, all'anagrafe Lorenzo Manzoni (Brusuglio, 26 agosto 1852 – Roma, 17 maggio 1918), è stato un esploratore italiano, nipote di Alessandro Manzoni.

## Biografia
Figlio di Pietro Luigi Manzoni (1813-1873) e di Giovanna Visconti (1822-1886), Lorenzo Manzoni trascorse l'adolescenza in casa del nonno paterno, fino alla sua morte avvenuta nel 1873. Poco più che ventenne, seguì Giulio Adamoli in una delle sue spedizioni in Marocco, sovvenzionato in questo dal senatore Pietro Brambilla, suo cognato. Durante questo periodo, Manzoni imparò l'arabo ed effettuò un vasto reportage fotografico del Marocco. Scartato nel 1876 da Antonio Cecchi per la sua esplorazione dello Scioa, l'anno seguente intraprese un viaggio nello Yemen che durò, tra alterne vicende, fino al 1880. Le condizioni di salute del giovane Manzoni, nel frattempo, si erano aggravate, costringendolo a rientrare in Italia.
Stabilitosi a Roma nel 1882, nel 1884 pubblicò la relazione Tre anni nell'Arabia Felice. Da questo momento in avanti condusse un'esistenza oscura, lontana dai viaggi compiuti nella gioventù. Si sa che non risparmiò critiche alla politica espansionista coloniale italiana operata da Francesco Crispi con l'appoggio della Società Geografica Italiana, specialmente dopo la sconfitta di Adua del 1º marzo 1896. Morì nella capitale italiana il 17 maggio 1918.

## Discendenza
Lorenzo Manzoni si sposò il 28 ottobre 1885 a Roma con Massimiliana (Liana) Sellier (Baden 1870 - Roma 1941), dalla quale ebbe due figli, entrambi premorti ai genitori:
- Pier Luigi (Roma 1890 - ibid. 1891)
- Egle (Roma 1892 - Frascati 1915)

## Opere
- Renzo Manzoni, El Yèmen: un viaggio a Sanaʼa, 1877-1878, Torino, EDT, 1991, ISBN 88-7063-095-1., edizione originale:  Renzo Manzoni, El Yemen: tre anni nell'Arabia felice. Escursioni fatte dal settembre 1877 al marzo 1880, Roma, Tip. eredi Botta, 1884, SBN MIL0301837.
- Renzo Manzoni, Il nostro possedimento in Assab, in Gazzetta Milanese Il nuovo secolo, Milano, A. Colombo e A. Cordani tipografi, 1881, SBN TO01441004.